# Piet Hein
Denne side handler om det danske multitalent Piet Hein. For hans forfader, den hollandske søofficer og folkehelt, se Piet Pieterszoon Hein.
Piet Hein (født 16. december 1905 i København, død 17. april 1996 i Middelfart) var en dansk digter, forfatter, opfinder og matematiker. Hein brugte pseudonymerne Kumbel, Kumbel Kumbell og Notorius Jubelco.

## Biografi
Piet Hein voksede op i en veluddannet familie, hvor kunstnere og videnskabsmænd (blandt andre Niels Bohr) færdedes. Hans mors kusine var mor til Karen Blixen. (Han nedstammede fra sin navnebror, den hollandske søofficer og folkehelt Piet Pieterszoon Hein.)
Hans fornavn Piet er den hollandske form for Peter, der betyder "klippe", "sten", mens efternavnet Hein er en stavemåde for hen, det gamle danske ord for en hvæssesten, omend hans efternavn er hollandsk. "Kumbel" eller kumbl, som det egentlig hed, betyder også "sten" i betydningen "mindesten" eller "bauta". Dermed kan Piet Hein eller "Sten Sten" på sin vis oversættes med "Kumbel Kumbel". Det sidste ord skrev han oprindeligt med dobbelt-L, men senere blev hans signatur kun "Kumbel". I antikken blev et kort vers med en pointe kaldet et epigram, og epigrammet er den ældgamle genre, hvor Heins gruk skrev sig ind.
Piet Hein var enebarn. Hans mor Estrid Hein (1873-1956) var øjenlæge, og han voksede op i "Rungsted skovhus", som han senere vendte tilbage til. Hans far ingeniøren engagerede sig ifølge sønnen i elevatorer og støvsugere, før nogen af delene var opfundet. I digtet «Min mor» fra 1948 beskriver Piet Hein sin mor i to sætninger:
Du holdt af den klare kulde, der førte din lægekniv.
Du gemte den dybe varme for alt, der er vækst og liv.
Efter matematisk studentereksamen på Metropolitanskolen, flyttede han til Stockholm for at gå på den kongelige svenske kunsthøjskole. Uden at have gjort studiet færdigt flyttede han tilbage og læste teoretisk fysik på Københavns Universitet, en uddannelse, han heller ikke afsluttede.
Kumbels gruk er verdensberømte. De fleste er skrevet på dansk, men mange er oversat til mere end tyve sprog. Det er korte underfundige digte, ofte med tegninger, der forener glæde med sorg, mørke med lys. Der kom efterhånden henved 10.000 af dem. Ét at de første og mest kendte var om den "lille kat på vejen, der sgu var sin egen", et billede på danskerne under den tyske besættelse. 
Hein er også kendt for sine geometriske figurer superellipsen (superellipsebordet), superellipsoiden og superægget. Julen 1959 præsenterede han superellipsen i forbindelse med Sergels Torg i Stockholm, hvor den senere blev en realitet. Sidenhen kom forskellige varianter i tre dimensioner. Det 11 meter høje solur Helix Helios er opstillet i Egeskov slotspark.
Piet Hein havde en vis tilknytning til Skjern, hvorfra hans superæg fra The Super Egg World Center solgtes til over 30 lande. "Ægproduktionen" var dengang et succesfuldt samarbejde mellem Piet Hein og Th. Skjøde Knudsen.
Som matematiker var Hein optaget af kombinatorik, herunder spil. Han opfandt i 1942 spillet Hex, oprindeligt Polygon.
Heins forældre tog ham med på årlige Norgesrejser, men han var for lille til at huske sit første besøg i Norge. Han kom siden til at trave Jotunheimen på kryds og tværs og fik sin fjerde søn døbt Jotun. 
Da alderen indhentede ham, skrev han også et gruk om det:
Sku ikke grånende slægtsled på hårene.
Ungdom er noget, der kommer med årene.
I årene 1969-1976 boede han udenfor London. Siden slog han sig ned på den fynske herregård Damsbo.

## Priser
- Alexander Graham Bell Silver Bell (1968)
- Emil Aarestrup Medaljen (1969)
- Æresmedlem af Studenterforeningen (1970)
- Industrial Design-prize (1971)
- Die gute Industrieform (1971)
- Æresdoktor ved Yale Universitet (1972)
- Huitième Salon Internationale du Lumiaire (1973)
- Årets æreshåndværker (1975)
- Storm P-prisen (1978)
- Æresmedlem af Det Kongelige Kjøbenhavnske Skydeselskab og Danske Broderskab (1978)
- Nobel Lecturer (1983)
- Ingenio et arti (1985)
- Dansk Designråds årspris (1989)
- Tietgen Medaljen (1990)
- Æresdoktor ved Odense Universitet (1991)